# بوتلوة حولية
بوتلوة حولية (الاسم العلمي:Bouteloua annua) هي نوع من النباتات يتبع جنس البوتلوة من الفصيلة النجيلية.